# Jasieniec (województwo wielkopolskie)
Jasieniec – wieś w Polsce, położona w województwie wielkopolskim, w powiecie kolskim, w gminie Przedecz.
| SIMC    | Nazwa           | Rodzaj    |
| ------- | --------------- | --------- |
| 0292089 | Nowa Wieś Mała  | część wsi |
| 0292095 | Nowy Jasieniec  | część wsi |
| 0292103 | Pod Lasem       | część wsi |
| 0292110 | Stary Jasieniec | część wsi |

W latach 1975–1998 miejscowość administracyjnie należała do województwa konińskiego.